# Ronin (film)
A Ronin (eredeti cím: Ronin) 1998-ban bemutatott amerikai akcióthriller John Frankenheimer rendezésében. A főbb szerepekben Robert De Niro és Jean Reno látható. 
Világpremierje 1998. szeptember 12-én volt a Velencei Nemzetközi Filmfesztiválon. Magyarországon 1999. január 14-én mutatták be.

## Történet
A középkori Japánban a szamuráj harcosok felesküdtek, hogy urukat életük árán is megvédik. Óriási szégyen volt ezért rájuk nézve, ha gazdájukat mégis megölték. A gazdátlan szamurájok kóboroltak az országban, zsoldosnak szegődtek, vagy útonállásból próbáltak tengődni. Az ilyen harcosokat többé nem hívták szamurájoknak. A nevük rónin lett...
A mai Franciaországban egy eldugott párizsi kiskocsmában egy hideg, esős éjszakán hat ember találkozik titokban, hogy megkapják életük legveszélyesebb megbízatását. Napjaink roninjai ők, a nemzetközi helyzet enyhülésével munka nélkül maradt titkos-ügynökök, akiket már nem a lojalitás hajt, hanem a pénz. Belőlük toboroz bandát egy titokzatos megbízó. A cél egy rendkívül szigorúan őrzött táska megszerzése. A hat profi nem ismeri a táska tartalmát, nem ismerik egymás szándékait, és nem ismerik a lehetetlent sem.

## Szereplők
| Szerep            | Színész           | Magyar hang         | Magyar hang      |
| Szerep            | Színész           | 1. szinkron         | 2. szinkron      |
| ----------------- | ----------------- | ------------------- | ---------------- |
| Sam               | Robert De Niro    | Reviczky Gábor      | Reviczky Gábor   |
| Vincent           | Jean Reno         | Szilágyi Tibor      | Szilágyi Tibor   |
| Deirdre           | Natascha McElhone | Kéri Kitty          | Kéri Kitty       |
| Gregor            | Stellan Skarsgård | Konrád Antal        | Németh Gábor     |
| Spence            | Sean Bean         | Kálloy Molnár Péter | Dányi Krisztián  |
| Larry             | Skipp Sudduth     | Csuja Imre          | Dózsa Zoltán     |
| Jean-Pierre       | Michael Lonsdale  | Kristóf Tibor       | Fülöp Zsigmond   |
| Jólöltözött orosz | Jan Tříska        | Cs. Németh Lajos    | Cs. Németh Lajos |
| Seamus O’Rourke   | Jonathan Pryce    | Fodor Tamás         | Fodor Tamás      |
| Férfi az újsággal | Ron Perkins       | Wohlmuth István     |                  |
| Miki              | Féodor Atkine     | Várkonyi András     |                  |
| Natacha Kirilova  | Katarina Witt     |                     |                  |

## DVD
- Forgalmazó: InterCom
- Képarány: 16:9
- Szinkron nyelv: magyar Surround, lengyel DD 5.1, angol DTS ES, angol DD 5.1
- Felirat nyelv: magyar, török, szlovén, svéd, román, portugál, norvég, horvát, holland, héber, görög, finn, dán, cseh, bolgár, angol
- Extrák: Interjú , Alternatív befejezés , Natascha McElhone – egy színésznő felkészülése a szerepre, A Ronin operatőri munkája      
  - Kisfilm(ek): Vezetés Ronin-módra, A vágószobában, Előzetes, Audiókommentár